# Мирний (Конаковський район)
Мирний (рос. Мирный) — селище в Конаковському районі Тверської області Російської Федерації.
Населення становить 24 особи. Входить до складу муніципального утворення селище Новозавидовский.

## Історія
Від 2005 року входить до складу муніципального утворення селище Новозавидовский.

## Населення
| 2010 |
| ---- |
| 24   |